# 中德協約
中德協約于1921年5月20日在北平（今北京）签订。签订方中華民国政府和德意志國政府在一战后为恢复和平建立外交关系，中華民国方面由于拒絕签署凡尔赛和约，遂签订此条约。

## 背景
一战爆发后，中华民国于1917年8月14日对德宣战，从而参加到协约国一方。战争结束后，由于凡尔赛和约规定由日本继承德国在华权益，中国代表团拒绝在和约上签字，以示抗议。因此中国和德国在法律上依旧处于战争状态。不过两国都在逐步改善两国关系。1919年9月15日，中国发布命令，解除对德国在华资产作为敌国而没收的禁令。1921年5月20日，中德双方签署和约，正式结束双方战争状态，并约定数项事宜。但条约并没有涉及青岛的归属问题（此时青岛已由日本接管），也因此中国依旧未承认日本对青岛的占领。
1922年5月15日，本条约录入国际联盟条约汇编。

## 内容
条约规定，双方恢复和平，其中主要内容包括：
- 第3条款，双方公民需要接受当地的法律管辖（从而废除德国在华领事裁判权）；
- 第4条款，双方往来除关税外不再另行征税；
- 双方换文约定，德国向中国提供400万圆债券，支持中国的津浦铁路以及湖广铁路的修建，以作为战争赔款。在双方签字确认条约，并在中方接收到赔款后，中方将停止对德方资产的查封，并登记、归还予德方；
- 双方同意，由中方与德华银行等继续商讨详细条款；
- 双方原则上同意，德国接纳中国留学生。
- 德國放棄《中德胶澳租借条约》所獲權益，包括膠澳租借地，這為徹底解決山東問題奠定了基礎：“將其凡因與中國訂立一千八百九十八年三月六日之條約及其他一切關於山東省之文件而獲得之一切權利、產業權、特權拋棄之”。

## 意义
此条约為中華民国政府爭回了《胶澳租借条约》被德國攫取的山東省一切特權，也促进了双方利益的实现，带来双方在多个领域的合作。此係中華民國成立後所簽的第一件平等條約。